# Орехчета
Орехчетата (Troglodytes) са род дребни врабчоподобни птици от семейство Орехчеви (Troglodytidae).

## Разпространение
Повечето от представителите на този род се срещат в планините от Мексико до Северна Южна Америка. Пет вида се срещат в умерените ширини.

## Описание
Орехчетата достигат на дължина до 11 – 13 см. Те са кафеникави отгоре и малко по-бледи отдолу, със здрави крака. Техните къси закръглени крила и често извита опашка имат тъмна ивична шарка.

## Видове
- Домашно орехче (Troglodytes aedon) Vieillot, 1809
- Troglodytes tanneri Townsend, 1890
- Troglodytes sissonii (Grayson, 1868)
- Troglodytes cobbi (Chubb, 1909)
- Troglodytes rufociliatus Sharpe, 1881
- Troglodytes rufulus Cabanis, 1849
- Планинско орехче (Troglodytes solstitialis) Sclater, PL, 1859
- Troglodytes ochraceus Ridgway, 1882
- Troglodytes monticola Bangs, 1899
- Зимно орехче (Troglodytes hiemalis) Vieillot, 1819
- Тихоокеанско орехче (Troglodytes pacificus) Baird, 1864
- Орехче (Troglodytes troglodytes) (Linnaeus, 1758)